# Горноджумайско въстание
Горноджумайското, наричано в миналото и Джумайското въстание или Джумайско-Петричкото въстание, е организиран от Върховния македоно-одрински комитет въоръжен бунт на българите от Североизточна Македония против османското владичество, състоял се през септември - ноември 1902 година. Това въстание е част от мащабна планирана организация на ВМОК, която цели да повдигне масово въстание в цяла Македония. Въстанието е извършено без съгласието на княз Фердинанд I, българското правителство и Вътрешната македоно-одринска революционна организация и без осигурена подкрепа на международната дипломатическа сцена, което го обрича на неуспех. Провалът на въстанието задълбочава кризата и разцеплението в македонското освободително движение от една страна, а от друга провокира дейците на ВМОРО да преминат към подготовка на всеобщо въстание през 1903 година.

## Предпоставки
След частичното освобождение на българските земи от турска власт и по силата на Берлинския договор от 1878 година областите Македония и Одринска Тракия остават под пряката зависимост на Високата порта, с обещания за реформи по примера на остров Крит. В годините от края на XIX и началото на XX век българският национален въпрос се занимава с проблемите около обединяването на всички земи населени с българи в една държава. Това неминуемо води до разрастване на революционните борби и изостряне на обстановката в подвластните на Османската империя балкански територии. Въстанието цели да се привлече вниманието на европейската общественост към македонския въпрос. Организира се и с цел прилагане на реформите, предвидени в чл. 23. от Берлинския договор за християнското население в европейските територии на Османската империя. Българите в Македония са призовани да образуват чети и да изпращат молби до Великите сили с искане за установяване на автономия в Македония.

## Подготовка
Засилващите се позиции на ВМОК карат правителството на Петко Каравелов през лятото на 1901 година силно да ограничи легалната дейност на Върховния комитет и редица македоно-одрински дружества са забранени. След Деветия македоно-одрински конгрес Върховния комитет, фактически ръководен от подпредседателя му генерал Иван Цончев, започва подготовка за въоръжено въстание в Македония. Подготовката на въстанието навлиза във финална фаза след Десетия македоно-одрински конгрес от август 1902 година.
В началото на юни 1902 година четата на Анастас Янков заминава за Костурско и Леринско. Същият месец в Македония навлизат и четите на Тодор Саев, Антон Шипков и Йордан Стоянов, които да подготвят населението за въстанически действия. Други чети заминават още по-назапад - Вангел Иванов в Мегленско, Тома Пожарлиев във Воденско, Иванчо Карасулийски в Гевгелийско, Атанас Орджанов в Ениджевардарско, Атанас Чопката в Кукушко. Част са неутрализирани от ВМОРО. Четата на Васе Пехливана влиза в Малешевско, но е разбита от тази на Христо Чернопеев, което осуетява вдигането на въстанието в тази област.
През пролетта на 1902 година правителството на Стоян Данев поема инициатива за налагане член № 23 от Берлинския договор за автономия на Македония по дипломатически път, както и за получаване на международни финансови заеми, и под опасение за компрометиране на дейността му чрез въстание затяга обръча около македоно-одринските дружества. Княз Фердинанд Ι заминава за чужбина – ход, който, той  принципно използва при всяко усложняване на Македонския въпрос, за да се застрахова от преписване на отговорността за случващото се на него. На 10 юли Данев с телеграма го уведомява, че действията на Цончев стават обезпокоителни, Янков вече е в Македония и „изобщо всичко има изглед, че наскоро ще се почне решителна акция“, Вътрешната организация е настроена против въстаниено, а правителството взима мерки – усилване на стражата, стягане на чиновниците и евентуално разпускане на Комитета. На 12 юли военният министър Стефан Паприков също изпраща обстоен доклад до монарха, като докладва, че е изпратил допълнителни войски по границата с Османската империя – резервен полк в Дупница и една пехотна дружина на Кадин мост, но въпреки това преминаването на границата продължава да е лесно. На 15 юли 1902 година княз Фердинанд изпраща телеграма на секретаря на тайния си кабинет Никола Ламбрев:
| „ | Повторете на министър-председателя, че необходимо е да се разтури сегашният македонски комитет. Освен това говорете от мое име, Паприкову, по кой начин да се унищожи въстаническият поход на Цончев. Отхвърлям отговорностите. Неминуема катастрофа. | “ |

Иван Цончев и Стефан Николов се установяват в Дупница, откъдето ръководят навлизането на четите в Македония. На 19 август двамата са арестувани в Дупница и са интернирани съответно в Дряново и Балчик. Извършени са обиски и други арести, а някои чети са обезоръжени и разформировани.

## Въстание

### Действия през септември
Действията на българското правителство обаче закъсняват. Към средата на септември основното ядро на четите на ВМОК са съсредоточени по левия бряг на Струма между Градево и Бистрица. Формиран е Върховен революционен съвет или Щаб с председател успелия да избяга от Балчик подполковник Стефан Николов, секретар мичман Тодор Саев и членове поручик Юрдан Стоянов, войводата Дончо Златков, Никола Лефтеров и Ризо Атанасов. На 18 септември Щабът взима решение началото на въстанието да бъде на разсъмване на 25 септември. За първостепенни обекти на бойните действия са определени градовете Горна Джумая, Петрич и Мелник, които следва да се превземат и опожарят. Решението е предадено на четите и на различни дейци на организацията в Македония.
Въстанието избухва преждевременно на 23 септември с убийството на трима спахии в Железница. Пристигналата войска започва сражение със селската милиция и опожарява селото. На помощ се притича четата на Саев, която заедно с милицията, води еднодневно сражение с войската, докато вътрешната чета на Христо Чернопеев наблюдава наблизо без да се намесва. На 24 срещу 25 септември в долната църква на Бистрица „Свети Георги“, в присъствието на Щаба, върховистки чети и 150 души милиция с молебен е обявено началото на въстанието. Планът е от две страни да се нападне и превземе Горна Джумая - от изток чети, начело с поручик Петър Дървингов, а от запад чети, начело с мичман Тодор Саев. Четниците на Дървингов стигат до височините източно от града, но тъй като на западния бряг няма никого, Дървингов сам взима решение за отмяна на нападението. На следния ден около 50-60 четници на Дървингов устройват засада на една рота, която обаче след сражение ги кара да отстъпят панически.
На 25 и 26 септември въстават селата в Огражден - предимно по долината на Лебница: Игуменец, Добри лаки, Богородица, Кръстилци. Ръководители са местните водачи Маникат Янъков и Никола Юрданов, малешевските войводи Костадин Попстоянов и Стойко Бакалов и воденските Иван Ботушанов и Илия Карабиберов. Около 100 души четници и милиция се сражават с редовна войска от Петрич и башибозук от околните мюсюлмански села. В края на септември някои от войводите напускат района, а османците нападат и разграбват Игуменец.
Опитите за вдигане на въстание в Разлога пропадат. Нищо не предприема и четата на Юрдан Стоянов, която по план трябва да действа в Мелнишко.
Сърбиновските въстаници, начело с местния войвода Павел Давков, водят тежки сражения с войските, охраняващи Кресненския пролом. Там се стичат четите на Христо Саракинов, Сотир Атанасов, Софроний Стоянов, Борис Сугарев и Владимир Каназирев - общо около 200 души. Сборният отряд води бой с редовни войски при Сърбиново и след това отстъпва организирано през Градево към България.
Към началото на октомври повечето от четите на Върховния комитет, без да са изпълнили нито една от планираните цели, се изтеглят в Свободна България.

### Действия през октомври
На 27 септември ръководителят на ВМОК генерал Цончев успява да избяга от ареста и на 3 октомври 1902 година навлиза в Македония. Вследствие на бягството му, българското правителство мобилизира два призива изпраща 1500 войници за подсилване на пехотните дружини по границата. Министерството на вътрешните работи настоява за съдебни действия срещу двата Върховни комитета и за конфискуване на имуществата им заради нарушаване на член № 83 от Конституцията, член № 19 от Закона за печата и членове № 144, 145, 178 и 179 от Наказателния кодекс.
До 17 октомври Цончев, който е силно разгневен от оттеглянето на върховистките чети, е в Рила, но на българска територия в околностите на Царев връх, където изчаква четите на капитан Александър Протогеров и поручик Любомир Стоенчев. На 18 октомври съединеният отряд от 150 души навлиза в Македония и се установява в източните махали на Бистрица, като на четири километра от тях западните махали са окупирани от османска войска. На 19 октомври следобед войската напада въстаниците и избухналото сражение продължава и през нощта и на другия ден. Четата на Протогеров разчиства пътя към България и след появата на значителни османски сили, въстаниците се оттеглят с 10-15 ранен, от които двама тежко. Сред ранените е и генерал Цончев, който се настанява при брат си в София на лечение.
От 19 октомври до 3 ноември освен Бистришкото стават още пет сражения – на върховете Чатал, Факир тепе и в местността Ибраимец. Три сражения стават в Мелнишко, две в Петрично и по едно в Малешевско, Струмишко и Разложко. Така броят на сблъсъците от 23 септември до 1 ноември е 19. Под натиска на Великите сили българското правителство е принудено да затвори българо-турската граница, поради което бойните действия се прекратяват.
Така въстанието се разпространява неравномерно по двата бряга на Струма в Горноджумайско, в Игуменски и Горемски район на Петричко и в Мелнишко единствено в селата при Кресненския пролом, без да засегне казалийските центрове и мюсюлманските селища. Пътят на въстанието към вътрешността на Македония е преграден от ВМОРО, макар че върховистките чети успяват да увлекат отделни села като Сборско, Воденско и Тушим, Гевгилийско, чийто жители въстават масово. Масови въстанически действия се ограничават само в някои селища на Горноджумайския край – Железница, Сърбиново, Градево, Бистрица и други. В останалите райони се водят само отделни сражения между въстаниците и турската армия.
Според „Мемоара на Вътрешната организация“ във въстанието участват 2580 българи и 13 960 османски войници. Водят се 19 боя, в които загиват 95 въстаници и 796 войници. Най-продължителни, 10 – 12 часа, са сраженията при Кресна, Езерец и Железница, а най-кървави – при Кресна и Сърбиново – Градево, където загиват 43 въстаници и 108 турци. Подобно на повечето сведения в „Мемоара“ данните са твърде условни, особено по отношение на броя на въстаниците и османските загуби.
При потушаването на бунта според „Мемоара“ са подложени на опожаряване и разграбване 15 села в Горноджумайско и Разложко, като най-засегнати са селата Железница, Сърбиново, Градево, Елешница, Долно Драглища. Войската извършва масови насилия, убийства и репресии. Убити са 37 мъже и 8 жени, изтезавани са 304 мъже и 134 жени, изнасилени са 111 моми и жени, ограбени са 807 къщи, а 67 са опожарени. Свещениците Стефан Стоименов от Падеш и Атанас от Ораново, например, са обесени с главата надолу над горящ огън и горени с нажежени железа. Повече от 2000 българи са принудени да напуснат родните си места и да търсят спасение в Княжество България. Църквата „Свети Йоан Предтеча“ в Бистрица и „Свети Илия“ в Железница са превърнати в яхъри, тези в Падеш, Тросково, Сърбиново са разрушени.

## Реакции
Политическите последици от Горноджумайското въстание са значими. Още на 20 септември вестник „Реформи“ на Цончев-Михайловски излиза със специална притурка, в която с червени букви е отпечатано „Възвание“ от полковник Янков, което обявява, че „кървавата драма се започна“. Същия ден Михайловски обявява новината за въстанието на многохиляден митинг на площад „Позитано“. В следващите броеве на „Реформи“ излизат нови притурки, които говорят за тежки боеве, български победи, пленени оръдия и избити османски войници. Публикуват се насърчителни писма от европейски политици и културни дейци. При появата на първите бежанци в много градове на страната – София, Пловдив, Варна и други, са свикани големи митинги, които отправят апели към Европа и българското правителство за намеса.
Комитетът Станишев-Карайовов от своя страна се опитва да неглижира въстанието. На 19 септември праща Окръжна телеграма № 77 до македоно-одринските дружества, публикувана във „Вечерна поща“, в която се казва, че „общо въстание няма“. На 20 септември Комитетът изпраща окръжно, в което нарича въстанието „светотатство“, „външно подстрекателство“, „незрели опити“, „изкуствено дело, неподкрепено от народа“, „пародия и подигравка“. Тази позиция има тежки последици за Комитета, тъй като българската общественост в голямото си мнозинство изразява съчувствие към въстаниците и порицава поведението на Станишев-Карайовов. На 8 октомври Комитетът признава поражението си и спира своя вестник „Реформи“, тъй като не желаят да пречат на „патриотическото въодушевление“. Така в битката между двата комитета на Цончев-Михайловски и Станишев-Карайовов, цончевистите излизат морални победители.
Присъствието на много бежанци в свободното княжество дава възможност на руските и европейските кореспонденти да опишат извършените при потушаването жестокости. Особено се отличават покъртителните репортажи на Джон Макдоналд от вестник „Дейли Нюз“, който прави подробна анкета на положението в няколко околии. Жестокостите на турските власти предизвикват реакция сред европейската общественост и заставят Великите сили да се намесят. Проектът на Русия и Австро-Унгария от февруари 1903 година полага началото на няколкогодишна реформена акция в Македония. Под техен натиск Високата порта е принудена да приеме изработените от тях Пъдарски реформи на 17 февруари 1903 година, според които се пристъпва към реорганизация на полицията, въвеждане на отделен бюджет, заместване на мюсюлмански с християнски пъдари и въвеждане на поземлен данък във вилаетите на Солун, Битоля и Скопие. Главният инспектор на Високата порта Хюсеин Хилми паша отстранява обаче само част от турците пъдари.
- Бежанци от Горно и Долно Драглища след въстанието
- Бежанци от Годлево след въстанието
- Бежанци след въстанието в Дупница

## Причини за неуспеха
Причините за неуспеха на въстанието са комплексни и не се крият само в противоречието между „гражданския“ и „военния“ сектор на българската политика. Според Светлозар Елдъров въстанието страда от многобройни слабости, сред които са „прибързаността и несистемността на подготовката, липсата на предварително планиране, довела до хаотични и безразборни действия, недостатъчната мобилизация на човешките и материалните ресурси, нищожното въоръжение, слабата дисциплина“.
Част от дейците на ВМОК са сред най-яростните критици на Горноджумайското въстание като в писма разкриват недъзите при организирането му. Александър Протогеров пише пространно писмо на 6 декември 1902 година в Русе, в което отправя тежки упреци към Цончев за грешки при подготовката и провеждането на бунта: 
| „ | Въстанието го подвигнахте и го подготвихте само Вий [Иван Цончев], Николов и Янков, а всички останали до денят на обявяванието му ни държахте в неизвестност... Следствие на тая скритост имаше: а) обявихме едно въстание съвсем неподготвено... б) въстанието беше без всякакъв преднамерен план, действувахме съвсем безразборно, без всякакъв обект... в) обявихме въстание и го поддържахме с някакви 300-400 въстаници... г) събирахме безразборно и улични хора и деца за въстаници за това и малко можеше да се разчита на тях... | “ |

В 1922 година Петър Дървингов също дава негативна оценка на бунта, като дори отрича, че е „въстание“, а го нарича „скромно движение на 10 - 15 чети и 10 - 15 села“ и обобщава:
| „ | Напълно се съгласявам, че по-безумно нещо от това, което ние македонците и българите направихме – да дигаме въстания след въстания и да изтребваме цвета на своето племе, няма и няма да има. | “ |

## Последици
Въстанието засилва разцеплението във ВМОК и внася противоречие и сред цончевисткото крило, като води до взаимни обвинения за неуспеха сред дейците на Офицерските браства. В знак на протест срещу Цончев през септември 1902 година Антон Бузуков официално напуска комитета.
След въстанието на много места в Османската империя революционните комитети са ликвидирани, а оръжието им е прибрано от османските власти. Прибързаното въстание нанася силен удар върху действията на ВМОРО. Унищожени са бази и канали, през които преминават хора и оръжие за вътрешността на Македония. Вътрешната организация се стреми да намали размаха на въстанието и дори се стига до въоръжени стълкновения между четите на двете организации. Тези фактори водят до ускоряване на подготвяното от ВМОРО въстание, което избухва на 2 август 1903 година.